# Papilio okinawensis
Papilio okinawensis is een vlinder uit de familie van de pages (Papilionidae). De wetenschappelijke naam van dit taxon is voor het eerst geldig gepubliceerd in 1898 door Hans Fruhstorfer.